# Мумбай Сіті
ФК «Мумбай Сіті» (англ. Mumbai City Football Club) — індійський футбольний клуб з Мумбаю, Махараштра, заснований у 2014 році. Виступає в Суперлізі. Домашні матчі приймає на стадіоні «Мумбай Футбол Арена», місткістю 18 000 глядачів.

## Досягнення
- Індійська суперліга
  - Чемпіон регулярного чемпіонату: 2016.
  - Півфіналіст: 2016.